# 三氯化磷
三氯化磷，分子式：PCl3。一种无色透明液体，沸点76℃，在潮湿空气中能水解成亚磷酸和氯化氢，发生白烟而变质，须密封贮藏。反應式如下：

PCl3 + 3H2O → H3PO3 + 3 HCl

## 製備
在工業上，三氯化磷由磷和氯氣的反應製備而成。爲了避免五氯化磷的生成，人們要移除剛製成的三氯化磷。
{\displaystyle {\ce {P4 + 6 Cl2 -> 4 PCl3}}}

## 反應

### 無機
遇氧能生成三氯氧磷。

2PCl3 + O2 → 2 POCl3

### 有機
遇乙醇和水起水解反应，在水存在下，可与甲醇反应生成亞磷酸二甲酯。、
反應分兩步進行：
1. PCl3 + 3H2O → H3PO3 + 3HCl、
2. H3PO3 + 2CH3OH → HOP(OCH3)2 + 2H2O、

總反應為
PCl3 + 2CH3OH + H2O → HOP(OCH3)2 + 3HCl
它和三乙胺（Et3N）反应，可以得到Et2NCH=C(PCl2)2。

#### 取代反應
三氯化磷跟羧酸反應生成酰氯，而後者是一種很重要的羧酸衍生物，可以用來製備酰胺等化合物。
同時，三氯化磷可以跟醇反應，生成鹵代烴和亞磷酸。例如丙-1-醇跟三氯化磷反應生成1-氯丙烷和亞磷酸。反應式如下:
{\displaystyle {\ce {3CH3CH2CH2OH + PCl3 -> 3CH3CH2CH2Cl + H3PO3}}}